# Saresheli Alfréd
Saresheli Alfréd (angolul: Alfred of Sareshel), vagy Angliai Alfréd (latinul: Alfredus Anglicus, angolul: Alfred the Englishman), (1175 körül – 1245 körül) középkori angol filozófus és műfordító.
Latin nyelvre fordította Pszeudo-Arisztotelész De vegetabilibusát és Avicennának az arisztotelészi Meteorokhoz csatolt Liber de congelatisát, illetve külön Kommentárokat is írt ezekhez. Ezek révén valószínűleg ő volt Arisztotelész természettudományának első európai magyarázója. Önálló műve az 1217 előtt keletkezett De motu cordis, amelyben Platón Timaiosza és Boethius hatása figyelhető meg. Az értekezésben Alfréd kifejti nézetét, hogyan irányítja a lélek a testet a szíven keresztül.